# Taza
Taza (Arabisch: تازة Berbers: ⵜⴰⵣⴰ) is een stad in het noordoosten van Marokko in de Taza-corridor, een bergpas waar het Rifgebergte- en Midden-Atlasgebergte samenkomen. Taza is de hoofdstad van de gelijknamige provincie. De stad telde in 2014 zo'n honderdvijftigduizend inwoners.

## Naam
De naam Taza (طازة) komt van het Arabisch en betekent het frisse en het nieuwe (الجديد والجديد).

## Bevolking
De stad wordt bevolkt door Arabische en Berberse Marokkanen. De voertaal is het Marokkaans-Arabisch.

## Geschiedenis
De oude stad (medina) ligt op een hoogte van ongeveer 580 meter boven zeeniveau en is omgeven door vestingwerken, de nieuwere stad, gesticht door de Fransen in 1920, ligt in een vruchtbare vlakte op een hoogte van 450 meter. Fossiele overblijfselen zijn het bewijs dat grotten in het gebied al in het Paleolithicum bewoond werden. De stad ligt in een bergpas die bekend staat als de Taza Gap, waardoor opeenvolgende golven van indringers westwaarts trokken naar de Atlantische kustvlakten van Noordwest-Afrika. 
Taza werd gesticht door de Miknasa (rond de tijd van de 7e-eeuwse Arabisch-islamitische verovering), die in 790 een alliantie sloot met de Idrisid-dynastie en zich later aansloot bij de Fāṭimiden van Al-Qayrawan. De Almoraviden namen Taza over in 1074 en werden in 1132 vervangen door de Almohaden. In 1248 werd het veroverd door de Meriniden. Hoewel Taza de route van de Ottomanen uit Algiers versperde die verovering zochten in wat nu Marokko is, viel deze in 1914 in handen van de Fransen. De medina herbergt barbicanmonumenten, moskeeën en een 14e-eeuwse Madrassa (religieuze universiteit).

## Onderwijs
Taza beschikt over diverse instellingen voor basis-, voortgezet en hoger onderwijs. De stad is onder meer de thuisbasis van een regionale campus van de Université Sidi Mohamed Ben Abdellah (USMBA), met vestigingen voor faculteiten als rechten, economie en literatuur. Deze universiteit heeft haar hoofdzetel in Fès, maar onderhoudt een belangrijk filiaal in Taza dat onderwijs en onderzoek faciliteert voor studenten uit de regio.

Daarnaast zijn er beroepsopleidingen (OFPPT-centra) actief in Taza, die technische en ambachtelijke trainingen bieden. Ook zijn er privéscholen en talencentra waar opleidingen in het Frans, Engels, Duits en Spaans worden aangeboden, passend bij de meertalige achtergrond van de regio.

Vlag van Taza (provincie)

## Natuur en toerisme
Ten zuiden van de stad ligt het Nationaal Park Tazekka, bekend om zijn bossen, grotten (waaronder de Friouato-grot) en biodiversiteit. De omgeving is geliefd bij wandelaars en natuurliefhebbers.
Ten noorden van Taza ligt het kuuroord Aïn Hamra, een dorp dat bekendstaat om zijn natuurlijke bron met ijzerrijk mineraalwater. De bron wordt bezocht vanwege haar vermeende therapeutische eigenschappen en trekt jaarlijks duizenden bezoekers uit heel Marokko. De ligging in een groen, bergachtig gebied maakt het tot een populaire bestemming voor rustzoekers en natuurliefhebbers.

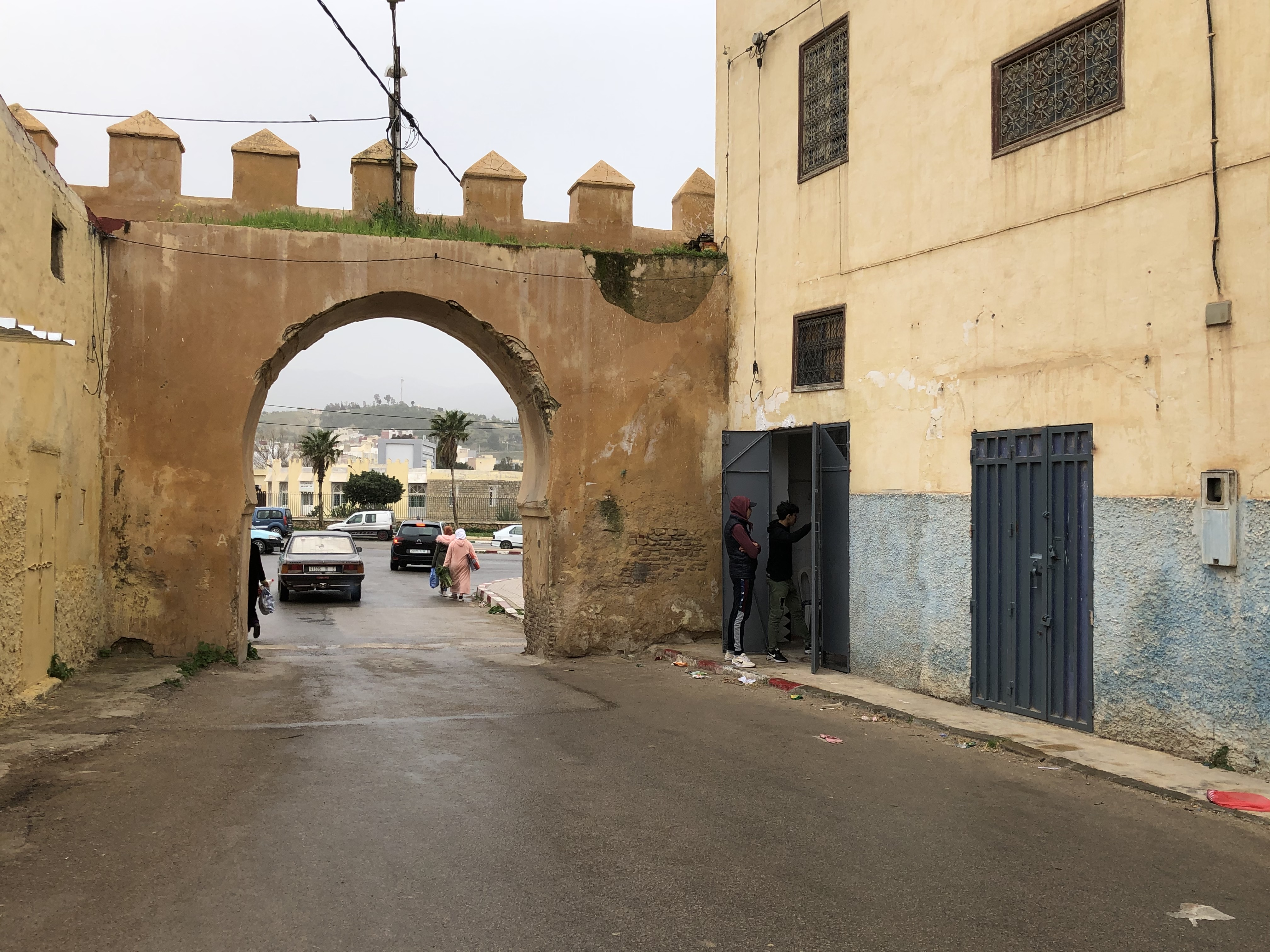

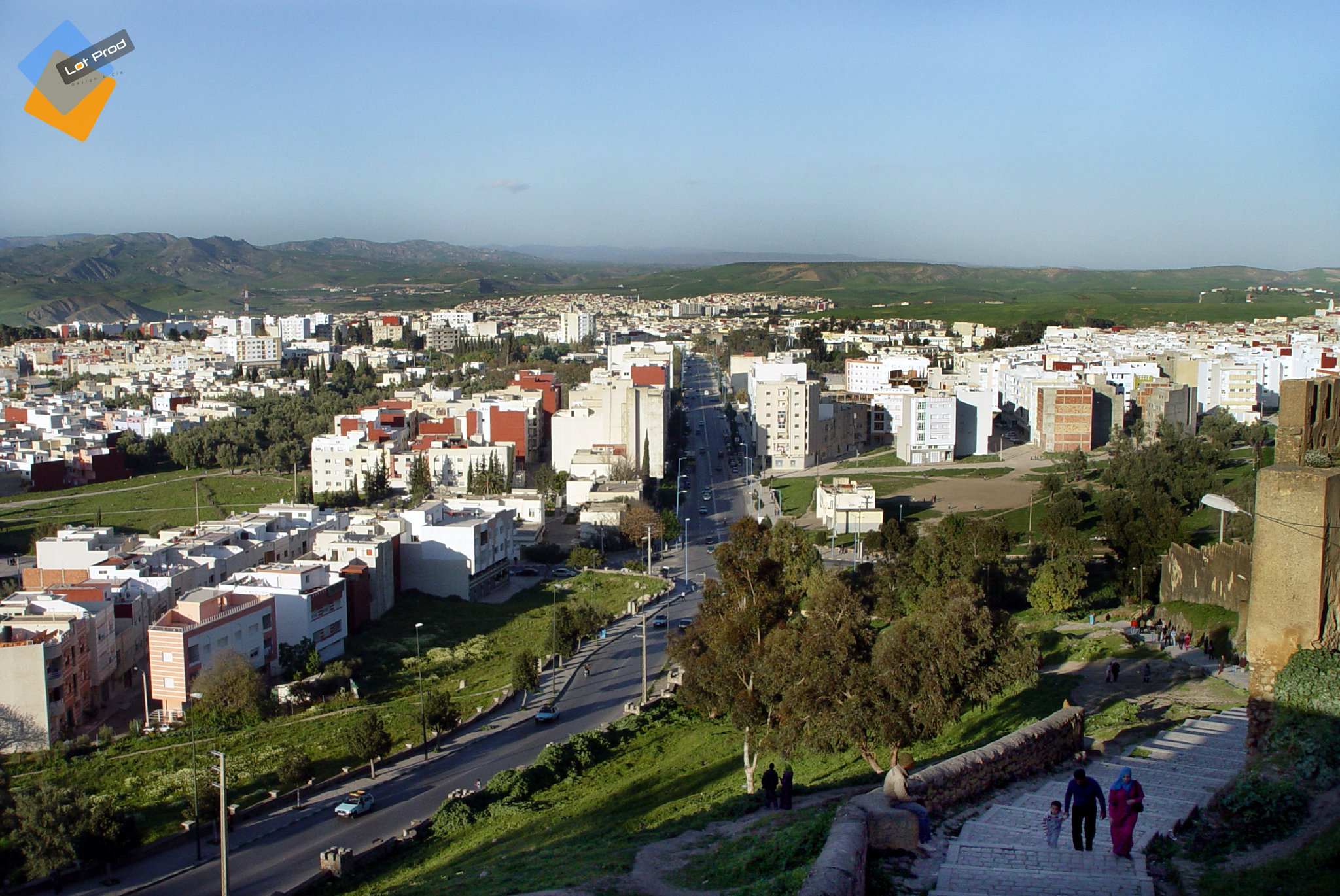

## Geboren
- Abdelkrim El Hadrioui (1972), Marokkaans oud-voetballer
- Younès Belhanda (1990, geboren in Avignon), Frans-Marokkaans voetballer; zijn ouders komen uit Taza
- Jamel Debbouze (1975, geboren in Parijs), Frans-Marokkaanse komiek en acteur, wiens familie uit Taza afkomstig is
- Jaouad Zairi (14 april 1982) voormalig profvoetballer voor het Marokkaans voetbalelftal
- Hamid Chabat (1953), politicus en voormalig burgemeester van Fès en secretaris-generaal van de Istiqlal-partij
- Thami El Khyari (1943), politicus, partijleider van het Front des Forces Démocratiques en ex-minister, geboren te Taza
- Majida Benkirane (1969), actrice en theaterdocente, geboren in Taza
- Ahmed Bouzfour (1946), schrijver en considered “vader van het Marokkaanse kortverhaal”, afkomstig uit de regio Taza
- Abdelaziz Bennani (1935–2015), generaal en voormalig inspecteur-generaal van de Koninklijke Strijdkrachten, geboren in de provincie Taza.
- Abderrahim El Yaagoubi (1968), Marokkaans-Franstalig dichter en schrijver, geboren in Taza